# ルートヴィヒ5世 (ヘッセン＝ダルムシュタット方伯)
ルートヴィヒ5世（Ludwig V., 1577年9月24日 - 1626年7月27日）は、ヘッセン＝ダルムシュタット方伯（在位：1596年 - 1626年）。ゲオルク1世と妃マグダレーナ・ツア・リッペの子。信義伯（der Getreue）と呼ばれた。

## 生涯
1604年に伯父のヘッセン＝マールブルク方伯ルートヴィヒ4世が子の無いまま死去、遺言でヘッセン＝カッセルとヘッセン＝ダルムシュタットに分割相続することになっていた。ところが、従兄のヘッセン＝カッセル方伯モーリッツが遺領を全部横取りし、宗教をカルヴァン派に改宗したため、遺領相続戦争が発生した。三十年戦争にもこの対立は引き継がれ、モーリッツはプロテスタント側に就いたのに対し、ルートヴィヒ5世はカトリックの神聖ローマ皇帝に味方した。ルートヴィヒ5世は1607年にギーセン大学を設立したが、これもヘッセン＝カッセル側のマールブルク大学に対抗するためであった。
1626年に死去、息子のゲオルク2世が後を継いだ。1722年、ギーセン大学の天文学者ヨハン・ゲオルク・リープクネヒトは恒星を発見、この星をルートヴィヒ5世にちなんでルートヴィッヒの星と名づけた。

## 子女
1598年にブランデンブルク選帝侯ヨハン・ゲオルクの娘マグダレーナと結婚、11人の子を儲けた。
- エリーザベト・マグダレーナ（1600年 - 1624年） - 1617年、ヴュルテンベルク＝メンペルガルト公ルートヴィヒ・フリードリヒと結婚
- アンナ・エレオノーレ（1601年 - 1659年） - 1617年、ブラウンシュヴァイク＝カレンベルク公ゲオルクと結婚
- マリー（1602年 - 1610年）
- ゾフィー・アグネス（1604年 - 1664年） - 1624年、プファルツ＝ヒルポルトシュタイン公ヨハン・フリードリヒと結婚
- ゲオルク2世（1605年 - 1661年） - ヘッセン＝ダルムシュタット方伯
- ユリアーネ（1606年 - 1659年） - 1631年、オストフリースラント伯ウルリヒ2世と結婚
- アマーリエ（1607年 - 1627年）
- ヨハン（1609年 - 1651年） - ヘッセン＝ブラウバッハ方伯
- ハインリヒ（1612年 - 1629年）
- ヘートヴィヒ（1613年 - 1614年）
- ルートヴィヒ（1614年）
- フリードリヒ（1616年 - 1682年） - ブレスラウ司教、枢機卿